# Vecsés (stacja kolejowa)
Vecsés (węg. Vecsés vasútállomás) – stacja kolejowa w Vecsés, w komitacie Pest, na Węgrzech. 
Stacja znajduje się na linii magistralnej 100 Budapest – Cegléd – Szolnok – Debrecen – Nyíregyháza i obsługuje pociągi regionalne. 
Autorem projektu dworca z 1847 jest Paul Eduard Sprenger.

## Linie kolejowe
- Linia 100 Budapest – Cegléd – Szolnok – Debrecen – Nyíregyháza